# Sarah Kohr
Sarah Kohr è una serie televisiva tedesca trasmessa su ZDF dal 16 marzo 2014. In italia viene trasmessa dal 7 agosto 2020 su Rai 2 in seconda serata.

## Trama
L'agente di polizia Sarah Kohr vuole prendersi una pausa perché durante un'operazione ha sparato a una persona mentre era in servizio. Risolto questo dubbio torna in polizia risolvendo numerosi crimini violenti. Ha una relazione turbolenta con un uomo sposato.

## Episodi
| Episodi | Titolo originale                           | Titolo italiano          | Prima Tv Germania | Prima TV Italia |
| ------- | ------------------------------------------ | ------------------------ | ----------------- | --------------- |
| 1       | Der letzte Kronzeuge – Flucht in die Alpen | Fuga sulle Alpi          | 16 febbraio 2014  | 7 agosto 2020   |
| 2       | Mord im Alten Land                         | Omicidio nell'Altes Land | 23 aprile 2018    | 21 agosto 2020  |
| 3       | Das verschwundene Mädchen                  |                          | 6 maggio 2019     |                 |
| 4       | Teufelsmoor                                |                          | 6 aprile 2020     |                 |
| 5       | Schutzbefohlen                             |                          | 1 febbraio 2021   |                 |